# Sclerodactylon macrostachyum
Sclerodactylon  es un género monoespecífico de plantas herbáceas ,  perteneciente a la familia de las poáceas. Su única especie: Sclerodactylon macrostachyum, es originaria de Madagascar, Aldabra. 

## Descripción
Son plantas  perennes; estolonífero y cespitosa con tallos de 30-80 cm de alto (rígidos); no ramificados arriba. Culmo con nodos glabros. Internudos de los culmos sólidos.  Plantas visiblemente armadas (las hojas rígidas puntiagudas) Hojas mayormente basales; no auriculadas. láminas de las hojas aciculares (junciformes, de sección circular, longitudinalmente estriadas, con un 'meollo' central) ; duro, leñoso, de aguja ; sin glándulas multicelulares abaxiales. La lígula es una franja de pelos (corto, denso) . Contra-lígula ausente. Son plantas bisexuales, con espiguillas bisexuales; con los floretes hermafroditas. Las espiguillas todas por igual en la sexualidad (a excepción de los miembros reducidos en las puntas de los picos).

## Taxonomía
Sclerodactylon macrostachyum fue descrita por (Benth.) A.Camus y publicado en Bulletin de la Société Botanique de France 79: 38. 1932.
Sinonimia
- Eleusine macrostachya Benth.
- Sclerodactylon juncifolium Stapf[4][5]